# Eteri Andjaparidze
Eteri Zuràbovna Andjaparidze, georgià: ეთერ ანჯაფარიძე, (anglès: Eteri Andjaparidze; Tbilissi (Geòrgia), 15 de setembre de 1956 a Tbilisi) és una pianista, professora de música i estatunidenca georgiana. Filla del cantant Zurab Anjaparidze i de la professora de música Ivetta Bakhtadze. Artista popular de l'RSS de Geòrgia (1989).
Va començar a estudiar música amb la seva mare i Mary Chavchanidze, i va debutar a l'escenari de concerts als vuit anys. Als 16 anys va guanyar el Concurs trans-caucàsic per a joves músics de Bakú, després del qual va rebre una invitació al Cinquè Concurs Internacional Txaikovski (1974), on va compartir el IV premi amb András Schiff (el guanyador va ser Andréi Gavrílov). Abans del concurs, va estidiar amb Vera Gornostàieva, després, sota la seva direcció, es va graduar al Conservatori de Moscou (1979) i a l'escola de postgrau (1981). El 1976 va guanyar el Concurs Internacional d'Interpretació de Montreal.
El 1981-1991 va ser professora al Conservatori de Tbilissi. Artista popular de l'RSS de Geòrgia (1989).
Des de 1991, viu i treballa als Estats Units, ensenyant a diverses institucions educatives, com ara la Universitat DePaul i el "Mannes College". Des de l'any 2000, és ciutadana dels Estats Units.
Entre els enregistraments d'Andzhaparidze hi ha obres de Johann Sebastian Bach, Domenico Scarlatti, Sergei Rachmaninoff i Serguei Prokofiev. L'any 2000, l'àlbum d'Andzhaparidze amb composicions de Zez Confrey va ser nominat a un premi Grammy.